# Gretano
Il Gretano è un torrente della provincia di Grosseto, in Toscana.
Il torrente è lungo 27 km e attraversa i comuni di Roccastrada e Civitella Paganico.

## Percorso
Il Gretano nasce come fosso sul poggio al Romito del monte Alto a 712 m d'altitudine, nella riserva naturale del Farma, nel territorio comunale di Roccastrada. Dopo avere costeggiato le cave e il centro abitato di Piloni, diviene a regime torrentizio in località Certopiano e prosegue verso sud-est formando una piccola valle che termina nel Pian del Gretano. Passa sotto la ferrovia Siena-Grosseto nei pressi di Paganico, e dopo aver lambito il paese si immette nel fiume Ombrone.